# Nachtreiher

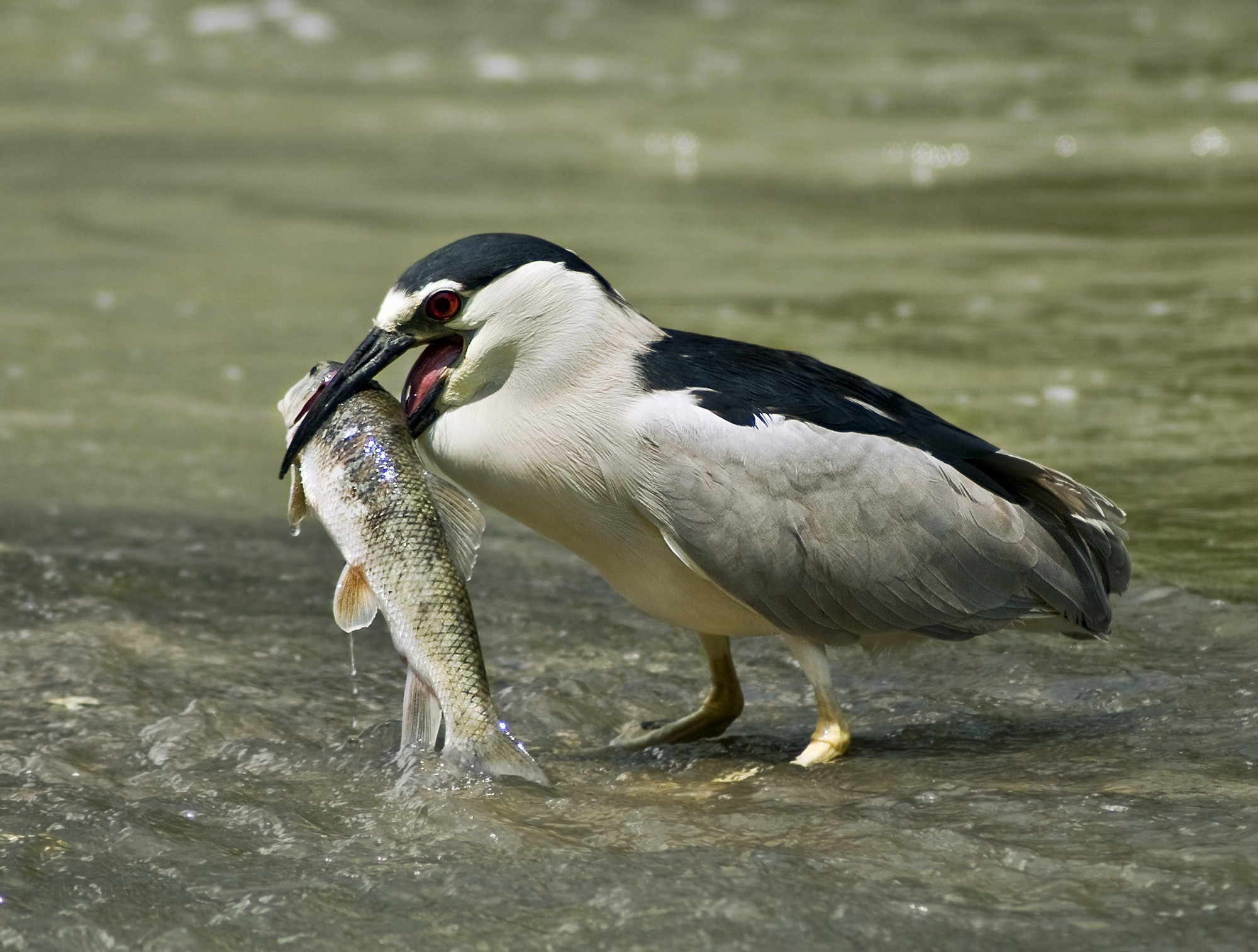
Nachtreiher mit Beute

Der Nachtreiher (Nycticorax nycticorax) ist eine Art aus der Familie der Reiher (Ardeidae) und gehört somit in die Ordnung Pelecaniformes.
Der Nachtreiher ist nahezu weltweit vertreten, er fehlt lediglich in Australasien. Er war ursprünglich auch in Mitteleuropa weit verbreitet, er ist mittlerweile jedoch nur noch im Osten und Südosten Mitteleuropas ein verhältnismäßig häufiger Brut- und Sommervogel.

## Merkmale
Nachtreiher erreichen eine Körpergröße zwischen 58 und 65 Zentimetern und wiegen zwischen 727 und 1014 Gramm. Die Weibchen sind meist etwas kleiner und haben während der Fortpflanzungszeit einen etwas kürzeren Federschopf als Männchen. Sie haben einen untersetzten Körperbau mit vergleichsweise kurzem Hals und Beinen.
Das Federkleid der adulten Nachtreiher ist auffällig grau, schwarz und weiß gefärbt. Grundsätzlich weisen sie – je nach Verbreitungsgebiet – eine leicht voneinander abweichende Gefiederfärbung und Körpergröße auf. Die Haube, bestehend aus wenig verlängerten Kopf- und längeren Nackenfedern, ist schwarz. Rücken und Schultern sind ebenfalls schwarz, der Bauch ist hellgrau bis weiß gefärbt, ansonsten sind Rumpf und Flügel unscheinbar aschgrau. Stirn und Gesicht sind weiß, der dicke Schnabel ist schwarz, die Iris ist auffällig rot. An manchen Stellen ist ihr Gesicht unbefiedert, die Haut dort ist grünlich-gelb. Die Beine der adulten Nachtreiher sind blass gelbgrün. Die Flügel sind breit und rund. Im Flug ähneln sie den Rohrdommeln.
Die Jungvögel haben noch mattgraue Beine, und ihre Augen sind gelblich bis bernsteinfarben. Kopf, Hals, Brust und Bauch sind braun, ocker und weiß gestreift, während die Federspitzen mit großen weißen Flecken versehen sind. Erst mit dem dritten Jahr erhalten sie das voll ausgefärbte Federkleid eines adulten Nachtreihers.
Ihr allgemeiner Ruf erinnert an die raue, heisere Stimme eines Raben und klingt wie Qua, Quak oder Quark. Dieser Ruf wird meist im Flug oder von einem hoch gelegenen Standort ausgestoßen.

## Vorkommen

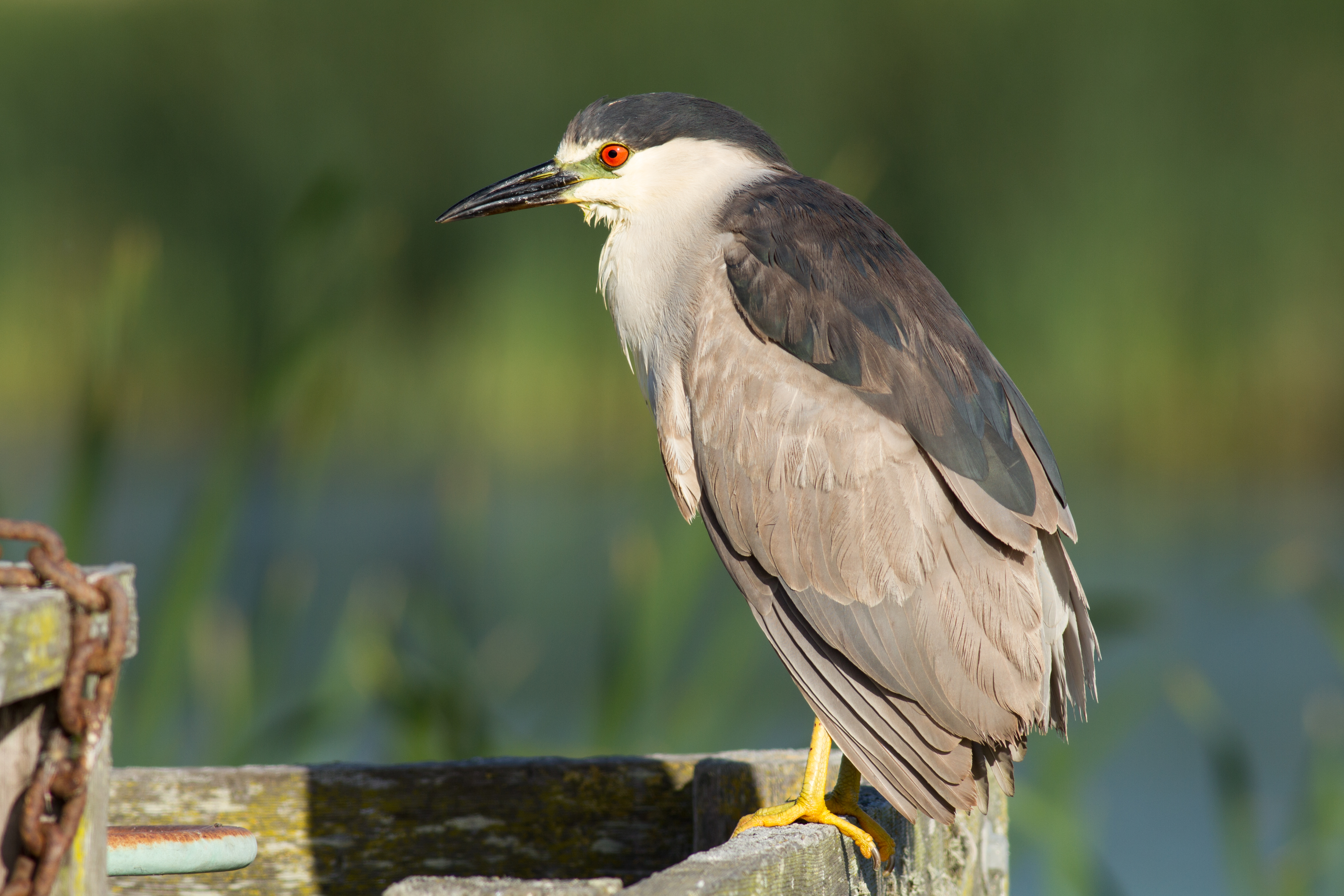
Nachtreiher bei San Rafael, Kalifornien

Nachtreiher kommen in Europa, Afrika, Asien und Amerika vor. In Mitteleuropa waren sie im 19. Jahrhundert noch verbreitete Brutvögel. Heute sind sie vorwiegend eine südeuropäische Art. Sie kommen dort an Salz- und Brackgewässern und im Marschland vor, auch an großen Flüssen, flachen Sümpfen und an Seeufern, die großzügig mit Binsen- (Juncaceae) und Rohrkolbengewächsen (Typhaceae) überwachsen sind.
Die Unterart Nycticorax nycticorax hoactli findet man in einem vergleichbaren Habitat, allerdings nur auf den hawaiischen Inseln. Auf der Insel Lāna'i wurde sie jedoch noch nie gesichtet. Die Unterart Nycticorax nycticorax falklandicus ist nur auf den Falklandinseln beheimatet und ist damit die Unterart, die unter den extremsten Klimabedingungen lebt. Sie ist grundsätzlich kleiner und dunkler gefiedert als andere Unterarten des Nachtreihers.

## Verhalten
Nachtreiher sind das ganze Jahr über sehr sozial, man findet sie meist zusammen mit Gleichartigen, aber auch mit anderen Reiherarten. Im Winter sitzen sie meist gemeinsam auf einem Ast. Europäische Bestände sind Zugvögel, einige außereuropäische Populationen bleiben auch im Winter am selben Ort. Wenn es kalt ist, ziehen sie im Flug die Beine ein, um sich warm zu halten. Die Jungvögel ziehen sich bei Kälte ins Nest zurück und kauern dort zusammen. Nachtreiher verteidigen ihr Nahrungs- und Nistrevier.

## Ernährung
Auf Nahrungssuche begeben sich Nachtreiher vor allem abends und nachts, wodurch sie Gerangel um Futter mit tagaktiven Reiherarten vermeiden. Wenn Nahrung knapp ist, z. B. in der Brutzeit, suchen sie auch am Tage nach Futter. Sie ernähren sich recht vielseitig, hauptsächlich von kleinen Fischen, Würmern und Insekten. Gelegentlich fressen sie auch Krebstiere, Amphibien, Reptilien, Muscheln, Nager, Vögel, Eier und Aas, selten pflanzliche Materialien. Sie suchen ihre Futterplätze immer wieder auf.

## Fortpflanzung

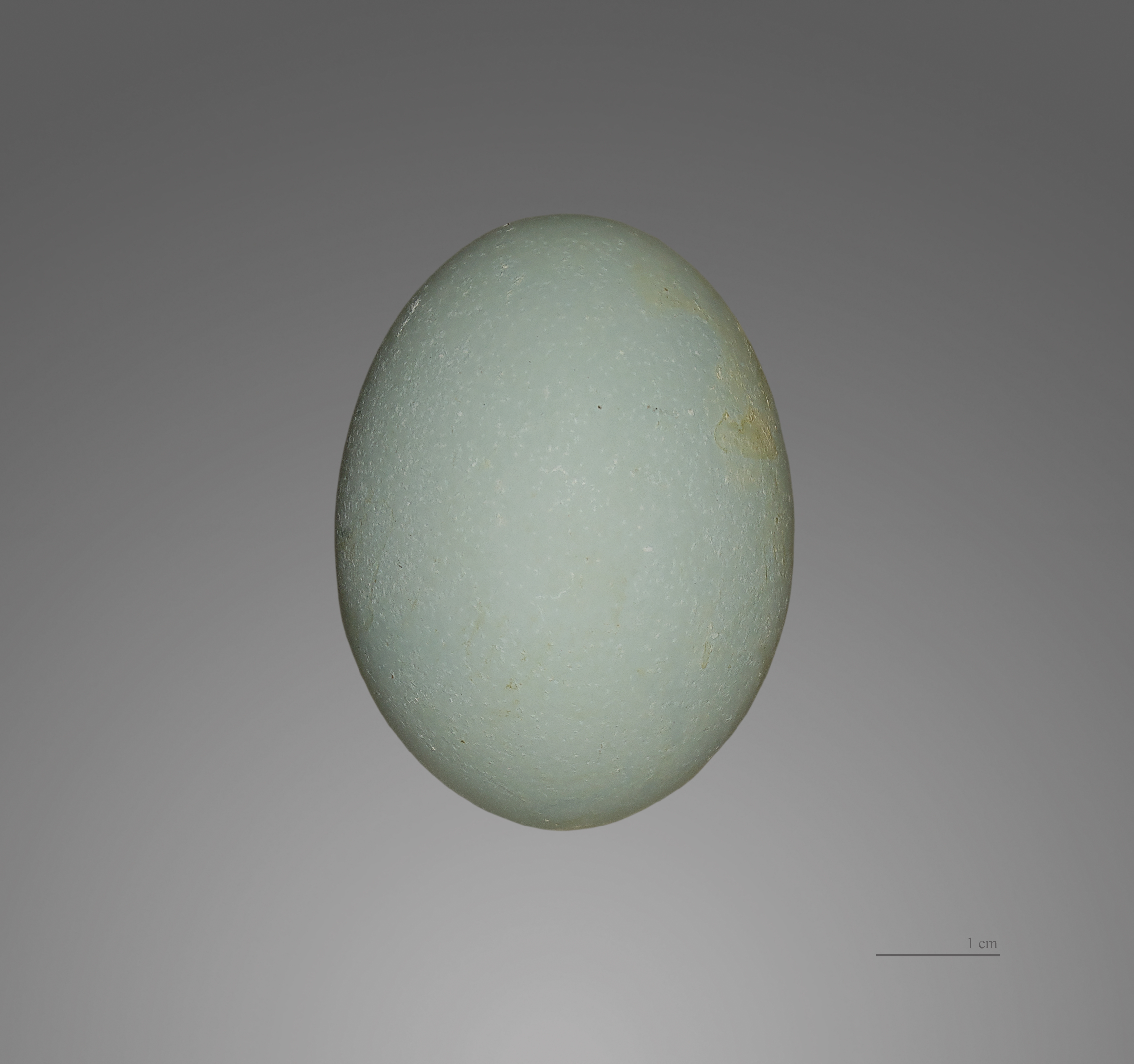
Nycticorax nycticorax

In der Brutsaison verfärben sich die Beine der monogam lebenden Nachtreiher pinkfarben, zwei oder drei auffallend weiße, lange Federn reichen dann vom Nacken bis weit auf den Rücken. Während der Balz werden die Männchen aggressiver, tänzeln fast kriechend herum, Kopf geduckt, und klappern mit dem Schnabel oder greifen nach einem Zweig. Nach dem Tanz strecken sie ihren Hals weit aus, nicken mit dem Kopf immer tiefer, bis er die Höhe der Füße erreicht, dann geben sie schnalzend-zischende Geräusche von sich. Das Fuchteln mit einem Zweig oder das Putzen des Gefieders kann man zumeist zwischen den Balzgesängen beobachten. Man nimmt an, dass dieses Balzspiel andere Männchen stimuliert, selbst zu balzen. Bei einer in Kolonien brütenden Art ist das für eine erfolgreiche Fortpflanzung entscheidend. Weibchen, die sich dem balzenden Männchen  nähern, werden erst mal zurückgewiesen. Wird es einem Weibchen dann doch gestattet, das Revier zu betreten, putzt das neue Pärchen sich gegenseitig, und sie klappern abwechselnd mit dem Schnabel. Ein bis zwei Tage nach der Bindung vollziehen sie die Kopulation entweder im Nest oder nahe dabei.
Sie brüten wie einige andere Reiher, zum Beispiel Kanada- (Ardea herodias) oder Seidenreiher (Egretta garzetta), in Kolonien. Etwa 30 Nester werden gewöhnlich in einen Baum gebaut, dicht am Baumstamm oder in Astgabeln. Ähnlich wie der Mangrovereiher (Butorides striatus) bauen auch Nachtreiher nur ein sehr dürftiges Nest. Dabei beginnt das Männchen mit dem Bau, es errichtet eine Zweigunterlage oder renoviert ein schon bestehendes Nest. Es trägt dann weitere Zweige, Wurzeln und Gras herbei, die anschließend vom Weibchen eingeflochten werden.

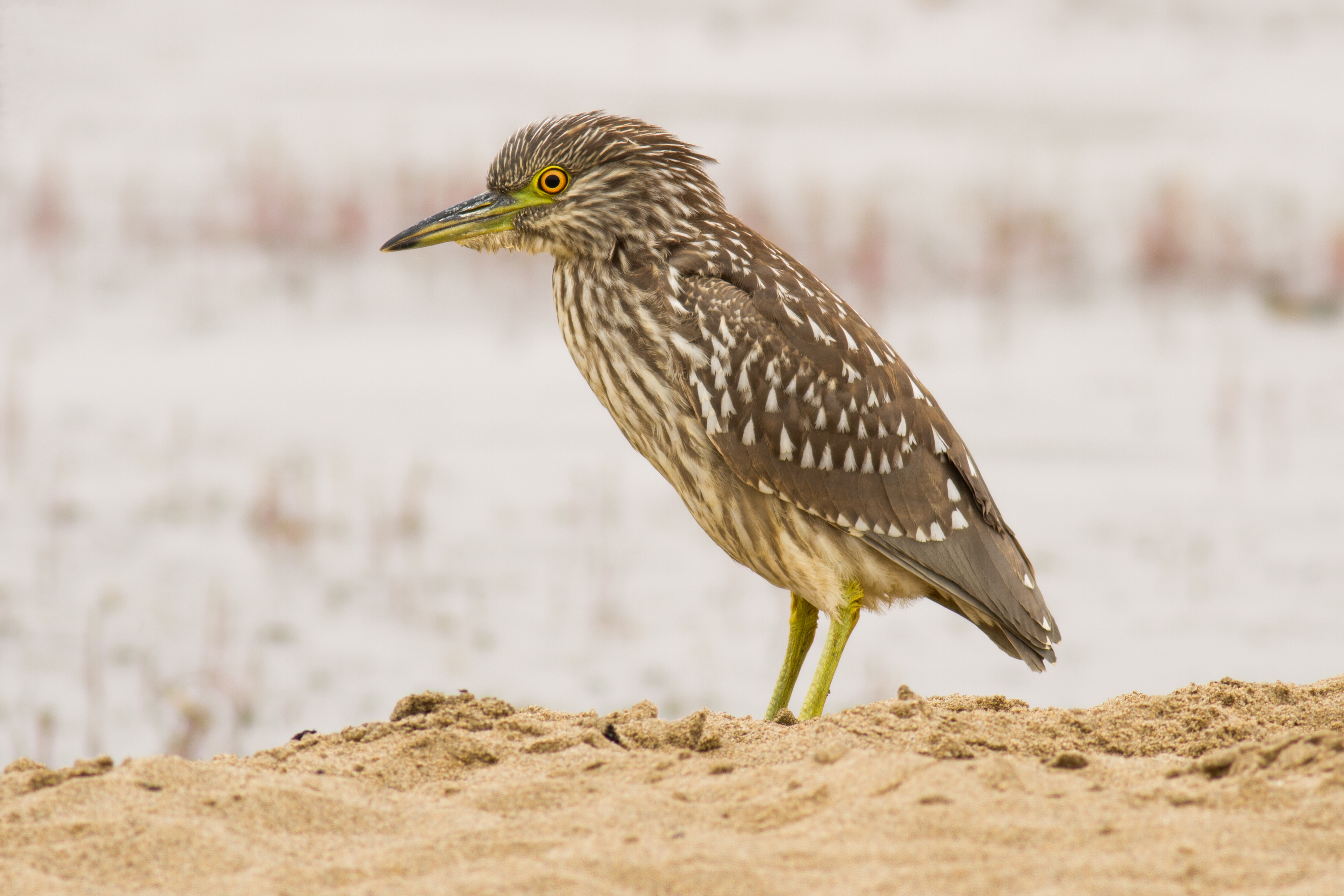
Jungvogel

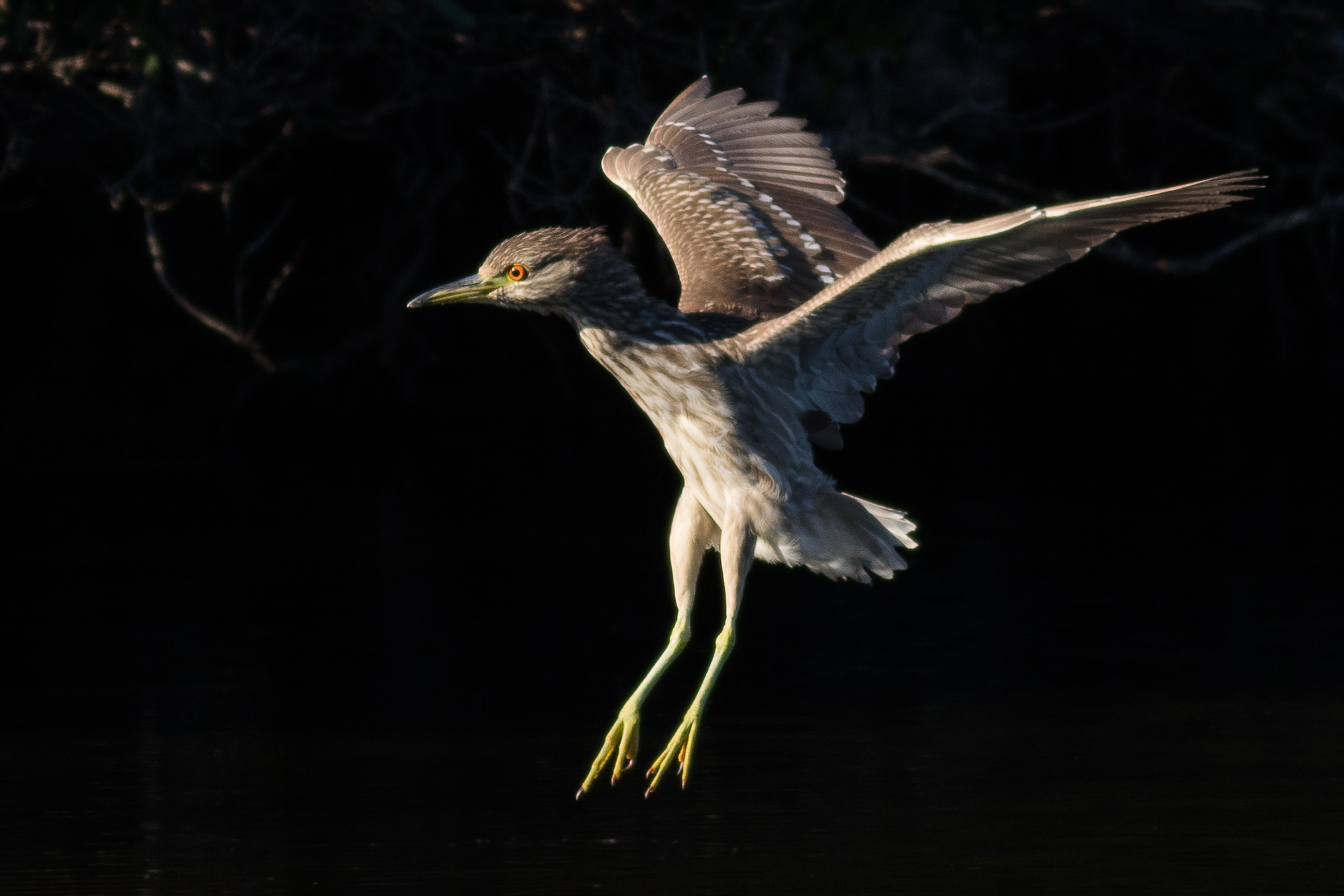
Jungvogel im Flug

Es wird nur einmal im Jahr gebrütet, sehr selten auch zweimal. Etwa in vier bis fünf Tagen nach der Kopulation (Ende April bis Ende Juni) legt das Weibchen in Intervallen von zwei Tagen etwa drei bis fünf Eier. Am ersten Tag sind sie noch kräftig grün, doch sie blassen schnell ins Bläuliche oder Grünliche aus. Das Pärchen bebrütet sie abwechselnd etwa 22 bis 25 Tage lang. An sehr heißen Tagen befeuchten die Altvögel ihr Federkleid, um die Eier kühl zu halten. Die Jungvögel verlassen das Nest schon drei Wochen nach dem Schlüpfen, aber sie entfernen sich noch nicht sehr weit. Ab drei Wochen verstecken sich die Jungvögel hoch oben in den Baumkronen, wenn sie sich bedroht fühlen. Im Alter von etwa sechs bis sieben Wochen können sie schon gut fliegen und stecken eigene Reviere ab, die sie schon zu verteidigen wissen. Die Altvögel erkennen ihre Jungen meist nicht wieder und ziehen auch die Brut anderer Nester auf.

## Ökologie
Fischereibetriebe beklagen sich, dass das Auftreten der Nachtreiher sehr schlecht für die Fischzucht sei, da sie eine große Menge an Fisch verspeisen sollen. Das ist der Grund, weshalb Nachtreiher, die nahe an Fischzuchtstationen gesehen werden, gestellt oder geschossen werden. Jedoch gibt es mittlerweile andere Möglichkeiten, Nachtreiher von den Zuchtbecken fernzuhalten.
Wenn sie in der Nähe von Siedlungen Kolonien aufbauen, sagt man den Nachtreihern nach, dass sie großen Schaden anrichten sollen. Deshalb soll man sie auch hier geschossen haben, jedoch wurden hier auch andere Möglichkeiten entwickelt, Nachtreiher fernzuhalten. Früher wurden sie wegen ihres Fleisches gejagt, aber heute jagt man sie fast gar nicht mehr.

## Unterarten
Es sind folgende Unterarten bekannt:
- Nycticorax nycticorax nycticorax (Linnaeus, 1758)[4] ist in Eurasien südlich bis Afrika und Madagaskar und östlich bis ins östliche Asien, die Philippinen und das Malaiische Archipel verbreitet.
- Nycticorax nycticorax hoactli (Gmelin, JF, 1789)[5] ist vom südlichen Kanada bis ins nördliche Argentinien und Chile sowie auf Hawaii verbreitet
- Nycticorax nycticorax obscurus Bonaparte, 1855[6] kommt in Chile und dem südwestlichen Argentinien vor.
- Nycticorax nycticorax falklandicus Hartert, EJO, 1914[7] kommt auf den Falklandinseln vor.

## Etymologie und Forschungsgeschichte
Die Erstbeschreibung des Nachtreihers erfolgte 1758 durch Carl von Linné unter dem wissenschaftlichen Namen Ardea Nycticorax. Als Verbreitungsgebiet gab er Südeuropa an. 1817 führte Thomas Ignatius Maria Forster die neue Gattung Nycticorax für Nycticorax infaustus Forster, T, 1817 ein Synonym für den Nachtreiher ein. Der Gattungsname und der Artname haben ihren Ursprung in νυκτικοραξ, νυκτικορακος nyktikorax, nyktikorakos, deutsch ‚für ein Vogel mit schlechtem Omen laut Aristoteles oder Hesychios von Alexandria‘. Eine weitere Ableitung ist νυξ, νυκτος nyx, nyktos, deutsch ‚Nacht‘ und κοραξ, κορακος, κρωζω corax, corakos, krōzō, deutsch ‚Rabe, krähen‘ Hoactli ist der Nahuatl Name für den Nachtreiher. Falklandicus bezieht sich auf die Falklandinseln. Obscurus leitet sich von lateinisch obscurus ‚dunkel, düster‘ ab. Alfred Laubmann hatte für sein Werk Die Vögel von Paraguay zwei Bälge, gesammelt von Michael Mathias Kiefer (1902–1980) im Bergland des Río Apa, zur Verfügung. In der Literatur fand er viele Nachweise für das Land, so z. B. am Río Pilcomayo durch Hans Hermann Carl Ludwig von Berlepsch, am Río Paraná und Río Paraguay durch Claude Henry Baxter Grant, am Río Confuso durch Arnaldo de Winkelried Bertoni und Villarica durch Carl Eduard Hellmayr. Ardea tayazu-guira Vieillot, 1817 sah er als Synonym zu Nycticorax nycticorax hoactli. Vieillots Namen basiert wiederum auf Garza de la tayazú-güirá von Félix de Azara. Laubmann war sich nicht ganz sicher, ob N. n. hoactli oder N. n. tayazuguira die vorhandene Unterart für Paraguay darstellt. Tayazuguira ist der Guaraní für den Nachtreiher. Ardea nævia Boddaert, 1783, Nycticorax americanus Bonaparte, 1838, Ardea cyanocephala Molina, 1782, Ardea grisea Linnaeus, 1766, Ardea kwaka Gmelin, SG, 1770, Maridus luteus Wood, 1837 und Nycticorax aegyptius Gurney, 1872 werden heute alle als Synonyme betrachtet.

## Bestand

Verbreitungskarte des Nachtreihers
Sommer-Brutvogel
Stand-Brutvogel
Wintergast

Der Nachtreiher ist in der Roten Liste der Brutvögel Deutschlands in der Kategorie 2 („stark gefährdet“) aufgeführt. Er ist eine Art des Anhangs I der EU-Vogelschutzrichtlinie (RL 79/409/EWG). Im Zeitraum 1995 bis 1999 wurden in Deutschland 35 Brutpaare beobachtet, 2005 bis 2009 waren es nur noch 18 bis 22 Brutpaare. Der mitteleuropäische Verbreitungsschwerpunkt ist Ungarn, wo 2002 3.600 Brutpaare vorkamen.
Ein Bestandseinbruch auf Grund direkter Verfolgung und Habitatzerstörung erfolgte bereits im 18. und 19. Jahrhundert. Erst in der zweiten Hälfte des 20. Jahrhunderts erfolgte eine Bestandszunahme und Ausbreitung in das derzeitige Areal. Allerdings kam es danach erneut zu einem Rückgang der Populationszahlen. Dabei spielte erneut direkte Verfolgung eine Rolle, allerdings könnten bei diesem Langstreckenzieher, der in Afrika große Wüstenzonen durchquert, auch die Trockenjahre eine große Rolle gespielt haben. Seitdem hat der Bestand unter anderem in Frankreich stark zugenommen und auch auf den Reisfeldern Italiens wieder zugenommen. In den Niederlanden, in Belgien und Deutschland sind die Populationen jedoch nach wie vor sehr klein und isoliert und unterliegen großen Bestandfluktuationen.

## Trivia
Der Asteroid des inneren Hauptgürtels (8753) Nycticorax ist nach dem Nachtreiher benannt, dessen wissenschaftlicher Name Nycticorax nycticorax lautet. Zum Zeitpunkt der Benennung des Asteroiden am 2. Februar 1999 befand sich der Nachtreiher auf der niederländischen Roten Liste gefährdeter Arten.